# Tauberrettersheim
Tauberrettersheim – miejscowość i gmina w Niemczech, w kraju związkowym Bawaria, w rejencji Dolna Frankonia, w regionie Würzburg, w powiecie Würzburg, wchodzi w skład wspólnoty administracyjnej Röttingen. Leży około 33 km na południe od Würzburga, nad rzeką Tauber.
Miejscowość jest ważnym regionalnym ośrodkiem winnictwa.

## Zabytki i atrakcje
- most nad Tauber z 1733 według projektu Balthasara Neumanna